# Enneapterygius kosiensis
Enneapterygius kosiensis es una especie de pez de la familia Tripterygiidae en el orden de los Perciformes.

## Morfología
• Los machos pueden llegar alcanzar los 1,9 cm de longitud total.

## Hábitat
Es un pez de mar  y de clima tropical y asociado a los  arrecifes de coral que vive hasta los 30 m de profundidad.

## Distribución geográfica
Se encuentra al norte de KwaZulu-Natal (Sudáfrica ).